# Дача Шаляпина (Кисловодск)
Дача Шаляпина, также известная как дача Ушаковой, — достопримечательность в Кисловодске, Ставропольский край, Россия, расположенная на ул. Шаляпина, д. 1. Построена в 1902—1903 годах по проекту архитектора Э. Б. Ходжаева. Состоит из примечательного одноэтажного главного здания и близлежащего двуэтажного флигеля. Изначально главное здание использовалось как жилой дом, а флигель — для сдачи в аренду, в том числе в 1917 году — певцу Ф. И. Шаляпину. В настоящее время дача вмещает Литературно-музыкальный музей «Дача Шаляпина» и является объектом культурного наследия федерального значения.

## Описание
Располагается на перекрёстке улиц Шаляпина (на момент постройки — Георгиевской) и Семашко (Захарчика), неподалёку на восток от железнодорожного вокзала.
Состоит из южного главного здания, построенного в 1902 году, и северного флигеля, предназначавшегося для сдачи внаём и пристроенного в 1903 году.
- Главное здание, вид с улицы
- Деревянные резные элементы вблизи
- Флигель

Главное здание — примечательное одноэтажное здание в стиле модерн с мансардой и причудливыми башенками. Входная башенка имеет шатровую четырёхскатную крышу, молельня — купольную крышу, навес над входом — двухскатную. Здание оформлено окрашенными деревянными резными элементами. Функционирует как музей.
Флигель — двухэтажное кирпичное здание в стиле эклектики. Фасад располагается на западе, в центре него — ризалит, вмещающий входную дверь и высокое арочное окно, над которым расположены аттик, башенки и шпиль. Окна имеют прямоугольные проёмы на первом этаже и проёмы с лучковой аркой — на втором. Фасады украшены рустовкой. Функционирует как административный корпус музея.

## История
Здание было построено в 1902—1903 годах по проекту архитектора Э. Б. Ходжаева и по заказу пятигорского купца М. И. Ушакова. Оно было зарегистрировано на его жену П. С. Ушакову, попечительницу реальных училищ, а сам М. И. Ушаков числился доверенным лицом.
В 1911 году дачу снимал композитор С. С. Прокофьев. В 1914 году Ушаковы продали дачу казачьему генералу Г. Н. Абрезову, командиру Кизляро-Гребенского казачьего полка имени генерала Ермолова, помощнику городского главы Владикавказа и крупному землевладельцу.
В 1917 года дачу снимал певец Ф. И. Шаляпин вместе с женой М. В. Петцольд и двумя дочерями. Они с женой гостили с 23 июля по 8 сентября, дочери с гувернантками задержались ещё на 8 месяцев. Во время визита Шаляпина дача стала местным музыкальным салоном: в гости к Шаляпину приходили дирижёр и пианист В. И. Сафонов, театральный режиссёр К. С. Станиславский, композитор С. С. Прокофьев и другие, а сам Шаляпин давал импровизированные концерты.

### Советский период
В советское время особняк был национализирован и стал использоваться как общежитие, а позднее в нём были оборудованы жилые квартиры. Во время Второй мировой войны Кисловодск был оккупирован нацистской Германией и с августа 1942 года в здании находился штаб батальона «Бергманн». После войны в здании располагались рабочая столовая Санатория имени Н. А. Семашко, бухгалтерия и склады белья и стройматериалов.
В 1974 году постановлением Совета министров РСФСР № 624 здание было признано памятником культуры государственного значения. В настоящее время является объектом культурного наследия России федерального значения как памятник истории.

### Музей
В 1982 году было принято решение об открытии в здании музея Ф. И. Шаляпина, в 1986—1989 года проходила реставрация здания. В 1988 году открылся Государственный историко-культурный музей «Дача Шаляпина», включающий комнату памяти певца с документами, книгами, грампластинками и фотографиями. Ценным экспонатом музея стал рояль, который Шаляпин выиграл на музыкальном конкурсе в 12 лет.
С 1990 или 1991 года в музее проходит музыкальный фестиваль «Шаляпинские сезоны». С 1998 года музей именуется Литературно-музыкальным музеем «Дача Шаляпина».
С 2005 года жилой флигель проходил реставрацию под руководством архитектора О. Л. Шмурыгина.